# محترف إدارة المشاريع

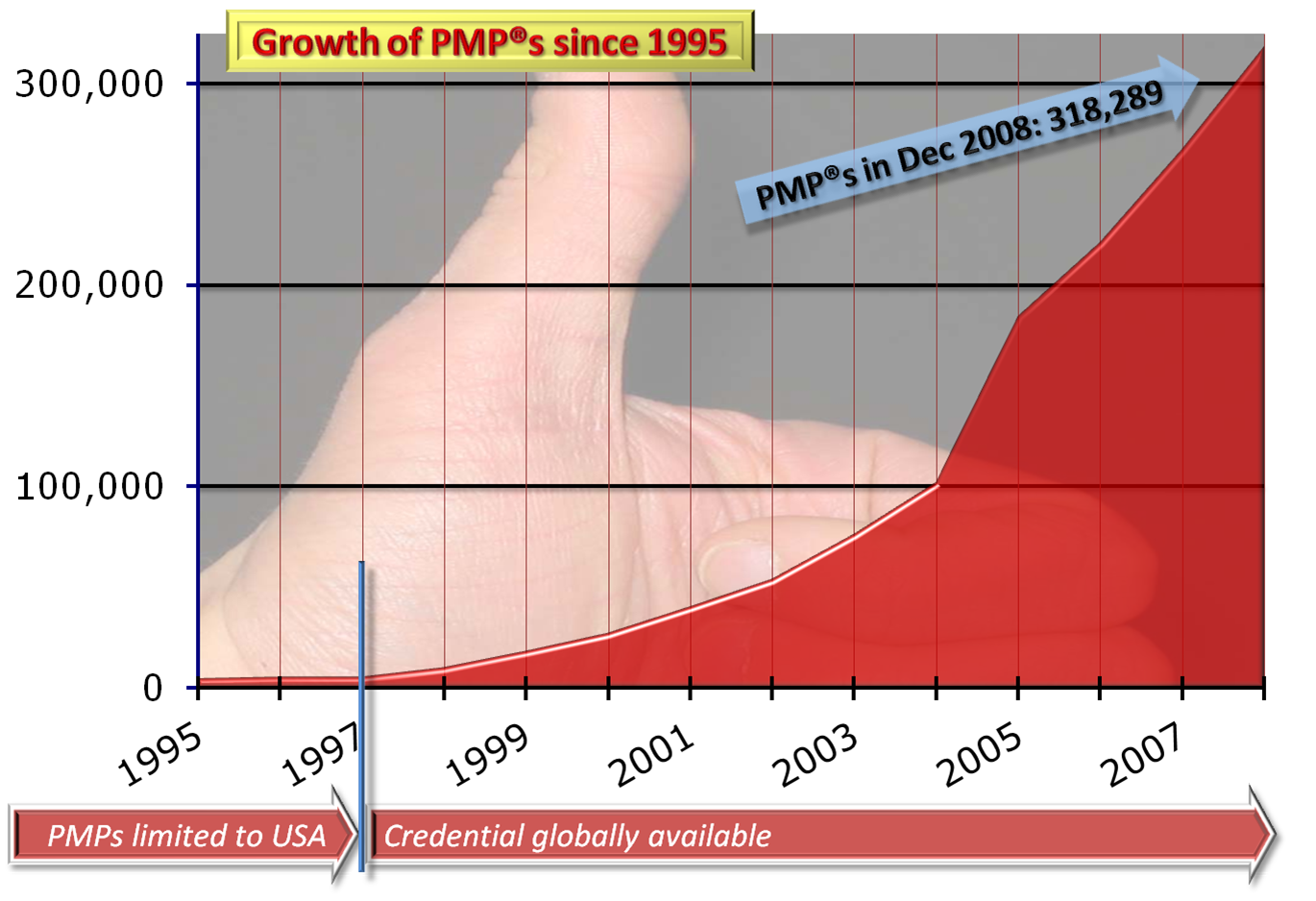
تطور حاملي اعتمادات محترف إدارة مشروع 1995-2008

محترف إدارة المشاريع (بالإنجليزية: Project Management Professional)‏ واختصاراً ®PMP، هي شهادة يقدمها معهد إدارة المشاريع (®PMI). في 30 يونيو 2009، كان عدد الأفراد الحاصلين على هذه الشهادة حوالي 359973 شخص.
ويتم الحصول على الاعتماد من خلال توثيق 3 أو 5 سنوات من الخبرة في العمل في إدارة المشاريع، والانتهاء من 35 ساعة من التدريب ذي الصلة بإدارة المشاريع، وتسجل نسبة مئوية معينة في امتحان - كتابي أو على جهاز الكمبيوتر - متعدد الاختيارات.

## درجة الاجتياز
درجة النجاح للامتحان كانت 61 ٪ قبل عام 2006، عندما قرر معهد إدارة المشاريع التوقف عن نشر درجة الاجتياز. تقدر الدرجة الحالية ما بين 70 ٪ و 75 ٪.

## لائحة الامتحان
يقوم الامتحان على أساس مواصفات امتحان PMP  في 2005 
تصف لائحة الامتحان هذه المهام من أصل ستة مجالات أداء:
1. البدء في المشروع (13 ٪)
2. التخطيط للمشروع (24 ٪)
3. تنفيذ المشروع (30 ٪)
4. الرصد والتحكم في المشروع (25 ٪)
5. إغلاق المشروع (8 ٪)

الامتحان يتكون من 200 سؤال اختيار من متعدد مكتوبه بناء على هذه المواصفات. الأرقام في الاقواس تصف نسبة مئوية من الأسئلة في كل مجال.

## منهج الامتحان
كل عنصر من الامتحان (سؤال مع خيارات الإجابة) لديها واحد أو أكثر من إشارات إلى الكتب القياسية أو مصادر أخرى لإدارة المشاريع. معظم الأسئلة إشارة إلى معيار معهد إدارة المشاريع دليل إلى جسم معرفة إدارة المشاريع (دليل بمبوك®) 
تشير العناصر الحالية لامتحان PMP إلى دليل بمبوك ® الطبعة السادسة، التي نشرت في ديسمبر 2017.
يجسد إطار إدارة المشروع، وفقاً لدليل بمبوك® الطبعة السادسة، دورة حياة المشروع والتي تتلخص في خمس مجموعات للعملية رئيسية لإدارة المشاريع:
1. ابتداء
2. تخطيط
3. تنفيذ
4. رصد ومراقبة
5. إغلاق

تشمل ما مجموعه 49 عملية.
يرتبط بهذه المجموعات الخمس عشر مجالات معرفية لإدارة المشاريع هي:
1. إدارة تكامل المشروع
2. إدارة نطاق المشروع
3. إدارة جدولة للمشروع
4. إدارة التكاليف للمشروع
5. إدارة الجودة للمشروع
6. إدارة الموارد للمشروع
7. إدارة الاتصالات للمشروع
8. إدارة المخاطر للمشروع
9. إدارة المشتريات للمشروع
10. إدارة اصحاب المصلحة للمشروع

العمليات الخارجه من هذه المجالات للمعرفه توصف بالمدخلات، الأدوات والتقنيات والمخرجات. هذه العمليات تسهل PMP المحترفين في تنمية وممارسة التخصص في واحد أو أكثر من المجالات. على سبيل المثال، قد تتخصص PMP في خطة الجودة، تنفيذ ضمان الجودة، وإجراء مراقبة الجودة - العمليات الثلاث التي تتكون مجال معرفة إدارة الجودة للمشروع.

## الغرض من الاعتماد
المنظمات الحكومية والتجارية وغيرها من المنظمات توظف مديري المشاريع معتمدين ب PMP في محاولة لتحسين معدل نجاح مشاريع تطوير البرمجيات من خلال تطبيق مجموعه صارمه وموحده ومتطوره من المبادئ لإدارة المشاريع على النحو الوارد في بمبوك الدليل لمعهد إدارة المشاريع.
يحصل المحترفون على الاعتماد لأثبات كفاءتهم في إدارة المشاريع عن طريق شهادة مقبولة دوليا. وقد ثبت أنها مفيدة وخاصة لمديري المشاريع الذين يحاولوا للعثور على وظائف أو مديري المشاريع الذين يعملون لحساب انفسهم ويبيعوا خدماتهم للزبائن.
العديد من المقاولين يستأجروا اشخاص معتمدين من PMP لجعل عطاءاتهم وعروضهم أكثر جاذبية للتوقعات. في بعض الأحيان، IFBs أو طلبات العروض تتطلب أن مديري المشاريع يجب أن يكونوا حاصلبن على PMP.
ال PMP كانت من بين أهم عشر شهادات لعام 2006 حسب ترتيب CertCities.com في المركز الرابع - دون أن تكون شهاده صافيه لتكنولوجيا المعلومات.
في ديسمبر 2008، اعتماد PMP كان من بين أفضل 10 شهادات لتكنولوجيا المعلومات  حسب ترتيب ZDNet في المركز السابع 

## عملية الأمتحان
الامتحان هو اختبار يجرى على الكمبيوتر من خلال الشبكة العالمية بروميتريك. وهناك أيضاً خيار الاختبار الكتابي في المواقع التي لا يتوفر فيها أو بالقرب منها مراكز اختبار بروميتريك.
يتضمن الامتحان 200 عنصر (أسئلة يتم الإجابة عليها). منها 25 عنصر لا تحسب في درجة الامتحان. أي أن الدرجة محسوبة على أساس 175 سؤال.
كل عنصر من العناصر له 4 خيارات للإجابة. خيار واحد فقط هو الصحيح.
يحصل المرشحون الذين يجرون الامتحان من خلال جهاز الكمبيوتر على نتيجة الاختبار (نجح / لم ينجح) على الفور بعد الامتحان. ويقوم معهد إدارة المشاريع أيضاً بتقييم مستوى الكفاءة في كل من مجموعات للعمليه في إدارة المشروع من الكفاءة العالية إلى الكفاءة المنخفضة في تقرير النتيجة التي سوف تحصل بعد الأمتحان.
المرشحون الذين يجرون الامتحان الكتابي يحصلون على نتيجة الاختبار وتقرير النتيجة عادة في مدة أقصاها 4 أسابيع.

## كتابة العناصر
كتابة العناصر هي عملية مستمرة في معهد إدارة المشاريع، وعناصر جديدة (الأسئلة مع 4 اختيارات للإجابة لكل سؤال) تضاف إلى مجموعة عناصر امتحان معهد إدارة المشاريع، في حين أن البعض الآخر قد يتم حذفه من وقت لآخر.
العناصر يتم كتابتها في جلسات خاصة في بيئة عالية الحراسة. كتاب العناصر يستخدمون مواصفات امتحان PMP لتحديد محتويات البند ويستخدمون مرجع (""دليل بمبوك "" أو أي مصدر قياسي آخر لإدارة المشروع) للتحقق من صحة العنصر.
الأفراد الذين ينشطون في مجال التحضير لامتحان PMP مثل المدربين، وواضعي المناهج التعليمية ومؤلفوا الكتب... ,الخ لا يسمح لهم بالمشاركة في جلسات كتابة العناصر.

## شروط ضرورية للتأهل للامتحان
يجب أن يحقق المرشح:
| شهادة الدراسة الثانوية                                                                     | درجة البكالوريوس                                                                           |
| ------------------------------------------------------------------------------------------ | ------------------------------------------------------------------------------------------ |
| 60 شهرا / 7,500 ساعه من الخبرة في مجال إدارة المشاريع 35 ساعة اتصال في تعلم إدارة المشاريع | 36 شهرا / 4,500 ساعه من الخبرة في مجال إدارة المشاريع 35 ساعة اتصال في تعلم إدارة المشاريع |

يتم التقديم للامتحان والتحقق من التعليم والخبرة من خلال الإنترنت في 

## مساعدات اللغة
معهد إدارة المشاريع يقدم مساعدات رسمية للغة الامتحان في 10 لغات :
- العربية
- الصينية (المبسطة)
- الفرنسية
- الألمانية
- العبرية
- الإيطالية
- اليابانية
- الكورية
- البرتغالية (البرازيلية)
- الروسية
- الأسبانية

## متطلبات استمرار الاعتماد (CCR)
للحفاظ على مؤهلات PMP, يجب الحصول على 60 وحدة تنمية احتراف (PDUs) على مدار دوره من ثلاث سنوات، من الأنشطة مثل البحث، وكتابة المقالات أو التحدث عن موضوعات ذات صلة بإدارة المشاريع، أو الارتباط بدوام كامل في إدارة مشروع 

## الاعتمادات الأخرى لمعهد إدارة المشاريع
تعتبر PMP (محترف إدارة المشاريع) إحدى خمس اعتمادات يقدمها معهد إدارة المشاريع، وهي:
- شهادة مساعد محترف إدارة المشاريع CAPM
- محترف إدارة المشاريع PMP
- محترف إدارة برامج إدارة المشاريع PgMP
- معهد إدارة المشاريع- محترف إدارة المخاطر محترف إدارة المشاريع PMI RP
- معهد إدارة المشاريع- محترف وضع تقويمات PMI SP[11]
- معهد إدارة المشاريع - محترف تحليل الأعمال PMI BAP
- معهد إدارة المشاريع- محتراف إدارة المحافظ PfMP

## وصلات خارجية
- www.pmi.org